# Бернар II д’Арманьяк
Берна́р II Тюмапале́р (фр. Bernard II Tumapaler) — граф д'Арманьяк в 1020—1061, герцог Гаскони 1040—1052, сын Жеро I Транкалеона, графа д’Арманьяка и Адалаисы Аквитанской, дочери Гильома V Великого, герцога Аквитании и графа де Пуатье, и его второй жены, Бриски, наследницы герцогства Гасконь.
Самая распространённая, но не совсем точная версия его прозвища восходит к гасконскому tumo-paillès — приспособление для установки стога соломы, как называли угрюмого, молчаливого человека.

## Биография

### Правление
10 марта 1040 года умер, не оставив наследников, брат матери Бернара II, герцог Гаскони Эд де Пуатье, и тот принял наследство. Однако только земли, расположенные к югу от Гаронны, признали его власть: север встал на сторону брата Эда — Ги-Жоффруа, графа Бордо и Ажана (будущего Гильома VIII, герцога Аквитании). В 1052 году Бернар II терпит поражение от Ги-Жоффруа в сражении около монастыря Ла Кастей (между Казер и Гренад-сюр-Адур), и был вынужден продать ему права на Гасконь за 15 тысяч солей.
Все время его правления ему приходится вести борьбу с епископом Оша, сторонником герцогов Аквитании, за контроль над регионом. В 1061 году, устав от борьбы и не желая быть вассалом герцога Аквитании, он передает графство своему сыну Жеро и уходит в монастырь клюнийского ордена Сен-Мон, основанный им самим. Год его смерти неизвестен, называются различные даты — от 1064 до 1090 года.

### Брак и дети
Жена: с 1035 года Эрменгарда. Дети:
- Жеро II (ум. 1095), граф д’Арманьяк
- Арно-Бернар (ум. 1080), соправитель графства Арманьяк, был женат на некоей Нопазии и имел двух сыновей, Жеро и Одона, и дочь Беатрис.
- возможная дочь — Жизель[1]; муж: Сантюль V (ум. 1090), виконт де Беарн (развод).